# Monica Bleibtreu

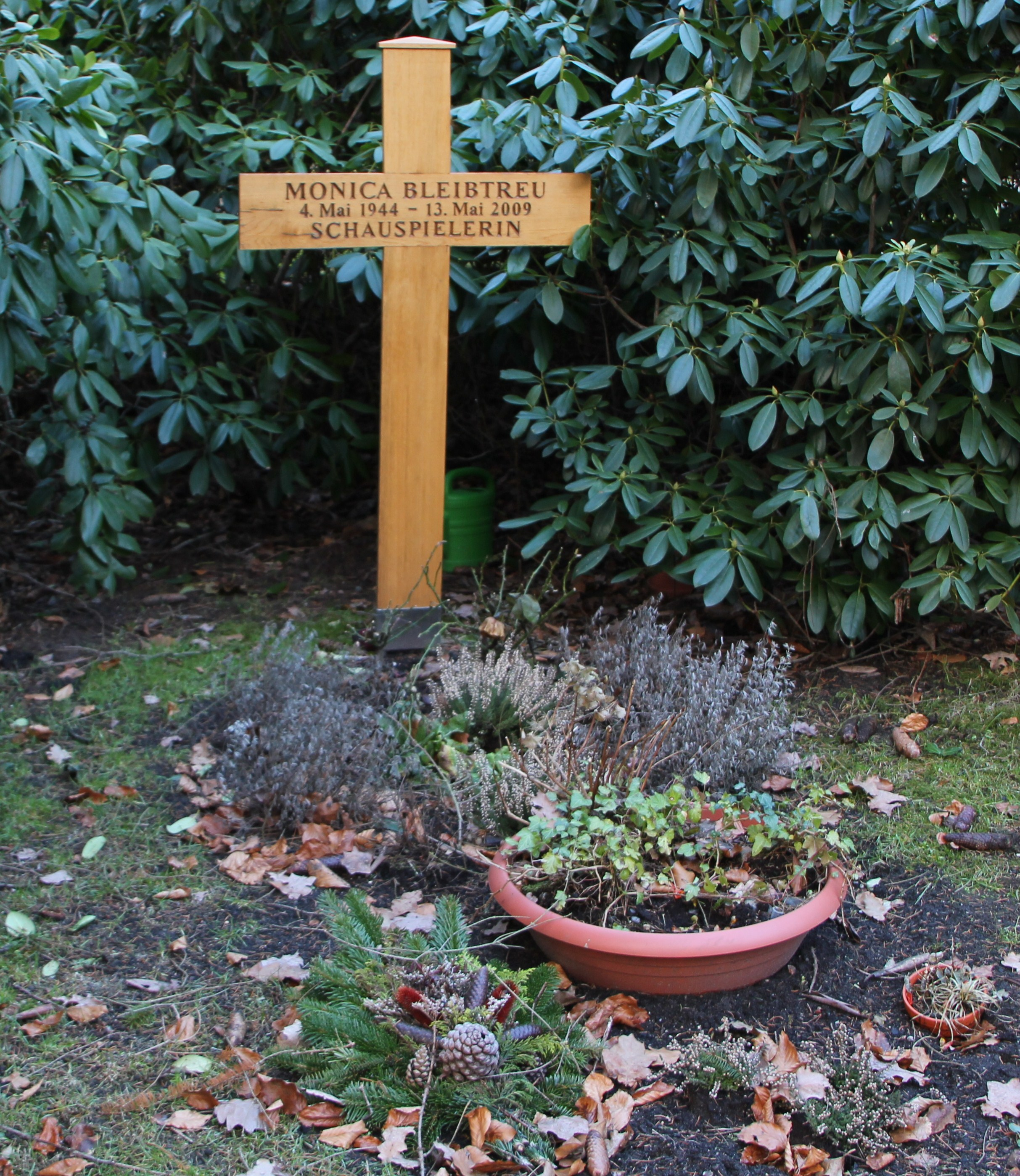
Monica Bleibtreu är begravd vid Friedhof Ohlsdorf i Hamburg.

Monica Bleibtreu, född 4 maj 1944 i Wien i Österrike, död 13 maj 2009 i Hamburg i Tyskland, var en österrikisk skådespelare.
Bleibtreu var känd för den tyskspråkiga delen av världen för sina många roller infom film, tv och teater. Hon filmdebuterade 1972 i Ludwig - Requiem für einen jungfräulichen König. Hon var mor till den tyska skådespelaren Moritz Bleibtreu som hon spelade mot i Tom Tykwers film Spring Lola från 1998. 2007 vann hon Tyska filmpriset i kategorin bästa kvinnliga huvudroll för sin roll som pianolärarinna på ett kvinnofängelse i Vier Minuten (2006).
När hon dog i cancer 2009 sa bland annat tyska presidenten Horst Köhler att han var bestört och skrev i kondoleansbrevet till hennes son att Monica Bleibtreu inspirerat otaliga människor.

## Filmografi i urval
- 1972 – Ludwig - Requiem für einen jungfräulichen König
- 1982 – Dom kallar mej Sprattel
- 1991 – Brottsplats. Girighetens offer
- 1998 – Spring Lola
- 2001 – Familjen Mann
- 2006 – Fyra minuter
- 2008 – My Mother, My Bride and I
- 2007 – Das Herz ist ein dunkler Wald
- 2009 – Soul Kitchen